# Gelure

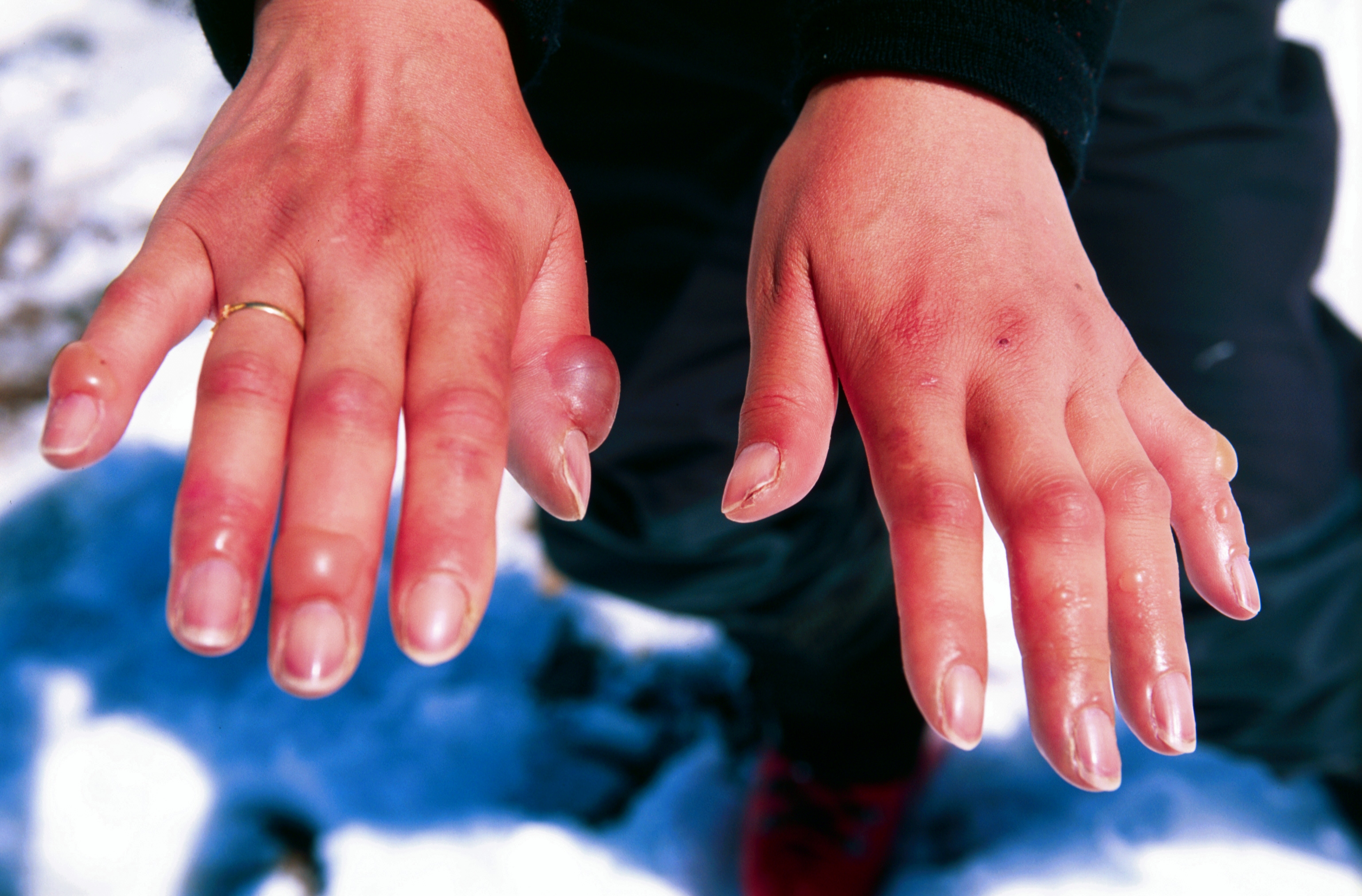
Phlyctènes claires et œdèmes aux mains consécutives à des gelures après une expédition sur l'Aconcagua.

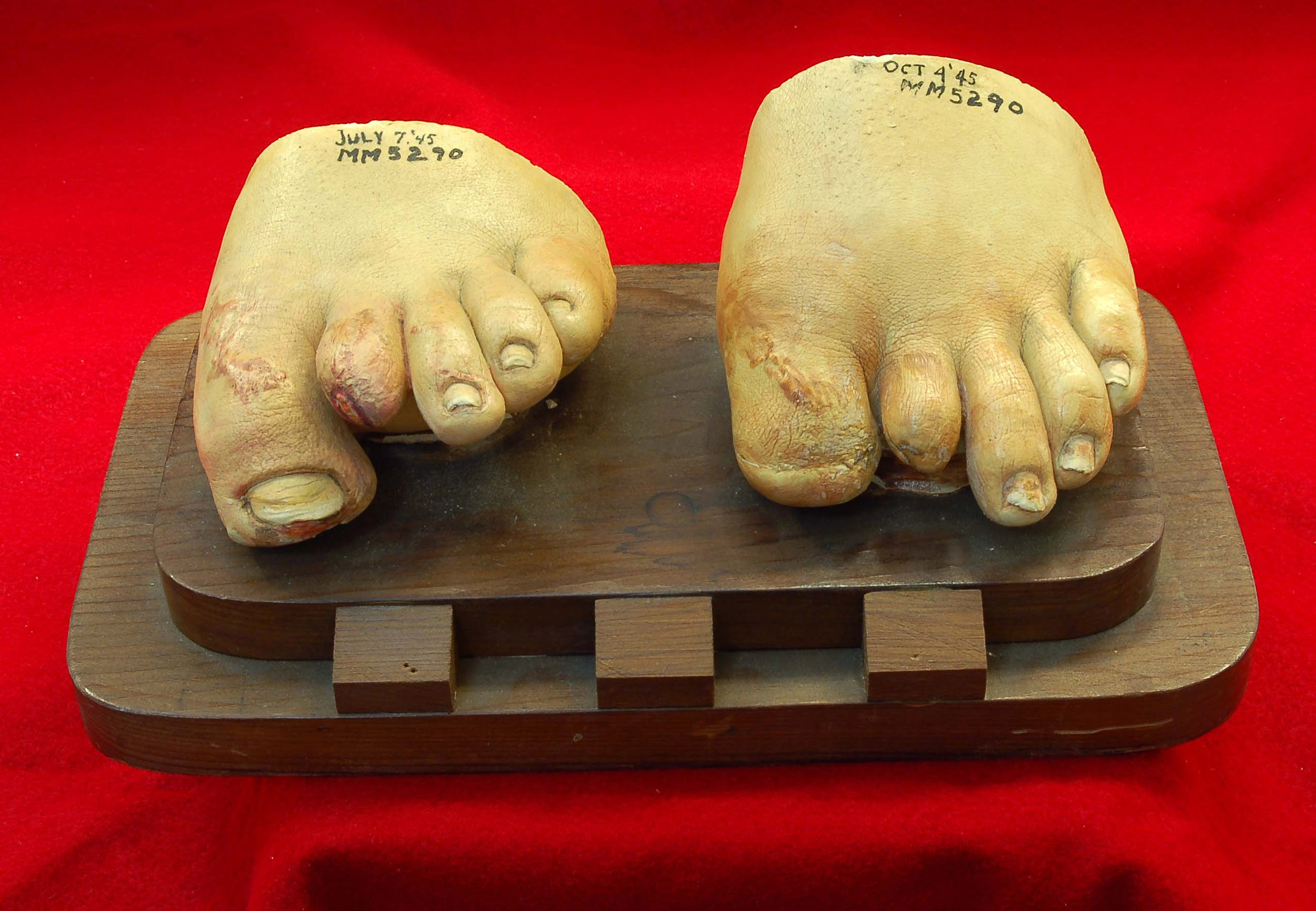
gelures graves avec perte d'orteils ; Moulage (plâtre) pédagogique médical de 1945 ;

La gelure est une brûlure par le froid. Comme pour une brûlure, la gelure peut être superficielle ou profonde. Elle peut parfois atteindre les muscles et les os.
La gelure apparaît lors d'une exposition à certaines conditions météorologiques (température, humidité et vent). Normalement, elle apparaît lors de l'exposition durable du corps à une température de moins de 0 °C. Elle peut être éventuellement associée à une hypothermie générale.

## Épidémiologie
Elle survient le plus souvent chez les sans-abris, lors d'accidents aux sports d'hiver et chez les militaires en mission dans des conditions extrêmes. Une étude montre qu'elles sont consécutives à une forte consommation d'alcool, des troubles psychiatriques, des accidents de la route, des pannes de véhicules ou la prise de drogues. Les parties concernées sont essentiellement les doigts des mains, des pieds, les pavillons d'oreilles et le nez, mais toutes les zones cutanées exposées au froid intense sont susceptibles d'être touchées.

## Mécanisme
Le froid provoque l'apparition de cristaux de glace dans les milieux extra- et intracellulaire, contribuant à la destruction de la cellule. Les dommages sont majorés par une ischémie (défaut d'apport sanguin aux tissus) secondaire à une vasoconstriction importante. Les cellules de la paroi des capillaires (endothelium) peuvent être lésées, permettant le passage d'eau du vaisseau vers le milieu extracellulaire, expliquant la formation d'œdèmes. La lésion endothéliale favorise l'apparition de thrombus (caillot de sang), aggravant par ce biais l'ischémie. En outre, une défaillance d'un mécanisme de protection des extrémités est mis en cause. Ce phénomène se nomme la "vasodilatation paradoxale" ou "vasodilatation induite par le froid". Il fut initialement décrit par sir Lewis en 1930.

## Description
Les gelures apparaissent en trois phases successives :
1. phase d'installation : engourdissement des extrémités (onglée), perte de sensibilité, peau cyanosée ;
2. phase d'état (réchauffement) : douleurs de plus en plus fortes, phlyctènes (soulèvement de la peau, ampoules), œdèmes ;
3. phase de lésion constituée : l'apparition des symptômes s'échelonnent sur une plus grande période (plusieurs semaines) avec une perte de sensibilité, et dans les cas les plus graves, des nécroses qui peuvent nécessiter l'amputation des zones atteintes.

À long terme peuvent persister des douleurs importantes, une diminution de la sensibilité de la peau, ou au contraire, une hypersensibilité au froid.

## Prise en charge
En cas d'hypothermie, la prise en charge de cette dernière est prioritaire en raison du risque vital.
Le réchauffement de la partie en cause se fait idéalement dans de l'eau chaude à 40-42 °C, avec un peu d'antiseptiques, par séances d'une demi-heure. Un traitement antalgique est prescrit si besoin. Le risque infectieux étant non négligeable, une asepsie est indispensable pour tout soin. Il est dangereux de chercher à réchauffer la zone par le frottement car cela détruirait les tissus. De plus, et pour les mêmes raisons, il faut éviter la réexposition au froid des zones atteintes par les gelures. 
L'évolution des lésions permet de délimiter les tissus viables de ceux qui sont nécrosés et permet d'exciser ces derniers. Une scintigraphie au technétium permet d'évaluer l'étendue des dégâts dès les premiers jours. L'amputation d'un membre entier est pratiquée si les tissus sont gravement atteints et sur une grande zone, et devant l'échec d'autres thérapeutiques.
L'administration d'un médicament thrombolytique de manière précoce, permettant la destruction des caillots de sang, pourrait diminuer l'étendue des dégâts et le recours à une amputation.
Parfois, le syndrome œdémateux provoque une compression des tissus (syndrome des loges), faisant nécessiter une intervention chirurgicale de décompression (aponévrotomie).
Dans les formes superficielles, l'application d'une pommade à l'aloe vera est fréquemment recommandée aux États-Unis.

## Prévention
On soignera le choix des vêtements non seulement pour les extrémités qui gèlent en premier (gants, sur-gants, chaussettes, chaussures, sur-bottes, passe-montagne pouvant couvrir le nez), mais aussi pour éviter l'hypothermie. Effectivement, une situation d'hypothermie réduit la circulation sanguine dans les extrémités au profit des parties vitales de l'organisme, accélérant le gel des extrémités.
Au cas où le froid ou le gel se feraient sentir dans les extrémités, on s'efforcera d'agiter les doigts et les orteils sans cesse. Au campement ou bivouac, on évitera à tout prix de s'endormir en état d'hypothermie. L'évacuation de la chaleur par conduction thermique y sera évitée en particulier par un tapis de sol en mousse alvéolée d'épaisseur suffisante, tandis que son évacuation par convection et rayonnement thermique sera évitée par un duvet et une tente, ou une couverture de survie. On se méfiera des phénomènes de condensation de l'humidité de la respiration sur les parois d'une tente ou d'une couverture de survie.
Pour éviter l'hypothermie, on s'équipera de sorte à pouvoir boire régulièrement des boissons chaudes. On évitera également de se laisser piéger par la transpiration en prévoyant des vêtements respirant (comme le Gore-Tex) et de quoi se sécher (une serviette éponge entourant une gourde brûlante restera toujours sèche), faute de quoi on modèrera son allure.
Par grand froid, on évitera à tout prix les situations où l'on découvre ses extrémités, difficiles à réchauffer ensuite. Par exemple, on pourra équiper le matériel de photographie et vidéo de grosses molettes qui peuvent se manipuler aisément avec des moufles. Tout cela est à penser et prévoir dans les moindres détails.